# Orso d'argento per il miglior contributo artistico
L'Orso d'argento per il miglior contributo artistico (Silberner Bär/Besondere Künstlerische Leistung) è un premio assegnato annualmente dalla giuria internazionale del Festival di Berlino. Istituito nel 1956, è stato assegnato occasionalmente fino a metà degli anni ottanta e con regolarità a partire dall'edizione del 1985, tranne nel 1991 e 1995.
Analogamente all'Orso d'argento per il miglior contributo singolo, assegnato fino al 1999, è un premio destinato a uno dei film in concorso per i risultati conseguiti in varie categorie artistiche, come regia, fotografia, musiche e scenografia.

## Albo d'oro

### Anni 1950
- 1956: André Michel - Per la regia di La strega

### Anni 1970
- 1972: Peter Ustinov - Per la regia di Una faccia di c... e per l'originalità dei suoi lavori artistici
- 1975: Woody Allen - Per la regia di Amore e guerra e per l'insieme delle sue opere
- 1978
  - Jerzy Kawalerowicz - Per la regia di Śmierć prezydenta e per l'insieme delle sue opere
  - Octavio Cortázar - Per la regia di El brigadista (miglior opera prima)

### Anni 1980
- 1985: Tage Danielsson - Per la regia di Ronja Rövardotter
- 1986: Masahiro Shinoda - Per la regia di Yari no Gonza
- 1987: Randa Haines - Per la regia di Figli di un dio minore
- 1988: Miguel Pereira - Per la regia di La deuda interna
- 1989: Kaipo Cohen e Gila Almagor - Per l'interpretazione in Hakayitz shel Aviya di Eli Cohen

### Anni 1990
- 1990: Heiner Carow - Per la regia di Coming Out
- 1992: Javier Aguirresarobe - Per la fotografia di Beltenebros
- 1993: Temur Babluani - Per la regia di Udzinarta mse
- 1994: Semyon Aranovich - Per la regia di God sobaki
- 1996: Andrzej Wajda - Per la regia di La settimana santa e per il lungo contributo all'arte cinematografica
- 1997: Raúl Ruiz - Per la regia di Genealogia di un crimine
- 1998: Alain Resnais - Per la regia di Parole, parole, parole... e per il lungo contributo all'arte cinematografica
- 1999: David Cronenberg - Per la regia di eXistenZ

### Anni 2000
- 2000: Tutto il cast - Per l'interpretazione in Sieben Tage im Paradies di Dietmar Klein
- 2001: Raúl Pérez Cubero - Per la fotografia di You're the One - Una Historia de Entonces di José Luis Garci
- 2002: Tutto il cast femminile - Per l'interpretazione in 8 donne e un mistero di François Ozon
- 2003: Li Yang - Per la regia e la sceneggiatura di Blind Shaft
- 2004: Tutto il cast - Per l'interpretazione in Alle prime luci dell'alba di Björn Runge
- 2005: Tsai Ming-liang - Per la sceneggiatura di Il gusto dell'anguria
- 2006: Jürgen Vogel - Come attore, co-autore e co-produttore di Der freie Wille di Matthias Glasner
- 2007: Tutto il cast - Per l'interpretazione in The Good Shepherd - L'ombra del potere di Robert De Niro
- 2008: Jonny Greenwood - Per le musiche di Il petroliere di Paul Thomas Anderson
- 2009: György Kovács, Gábor ifj. Erdélyi e Tamás Székely - Per il sonoro di Katalin Varga di Peter Strickland

### Anni 2010
- 2010: Pavel Kostomarov - Per la fotografia di Kak ja provël ėtim letom di Aleksej Popogrebskij
- 2011
  - Wojciech Staron - Per la fotografia di El premio di Paula Markovitch
  - Barbara Enriquez - Per la scenografia di El premio di Paula Markovitch
- 2012: Lutz Reitemeier - Per la fotografia di White Deer Plain di Quan'an Wang
- 2013: Aziz Zhambakiev - Per la fotografia di Harmony Lessons di Emir Baigazin
- 2014: Zeng Jian - Per la fotografia di Tuīná di Lou Ye
- 2015
  - Sturla Brandth Grøvlen - Per la fotografia di Victoria di Sebastian Schipper
  - Serhiy Mychal'čuk ed Evgenij Privin - Per la fotografia di Pod ėlektričeskimi oblakami di Aleksej German Jr.
- 2016: Mark Lee Ping Bin - Per la fotografia di Crosscurrent di Chao Yang
- 2017: Dana Bunescu - Per il montaggio di Ana, mon amour di Peter Călin Netzer
- 2018: Elena Okopnaja - Per i costumi e la scenografia di Dovlatov - I libri invisibili di Aleksej German Jr.
- 2019: Rasmus Videbæk - Per la fotografia di Out Stealing Horses - Il passato ritorna (Ut og stjæle hester) di Hans Petter Moland

### Anni 2020
- 2020: Jürgen Jürges - Per la fotografia di DAU. Nataša di Ilja Chrschanowski
- 2021: Yibrán Asuad - Per il montaggio di A Cop Movie di Alonso Ruizpalacios
- 2022: Rithy Panh - Per la regia di Everything Will Be OK di Rithy Panh
- 2023: Hélène Louvart - Per la fotografia di Disco Boy di Giacomo Abbruzzese
- 2024: Martin Gschlacht per la fotografia di Des Teufels Bad di Veronika Franz e Severin Fiala[3]
- 2025: Lucile Hadžihalilović e l'ensemble creativo per La Tour de glace di Lucile Hadžihalilović